# Cretacolor
Produkte unter der Marke Cretacolor werden von der Brevillier Urban & Sachs GmbH & Co KG am Produktionsstandort Hirm im Burgenland hergestellt.

## Geschichte
Cretacolor sieht sich in der Tradition der Koh-i-Noor Hardtmuth AG, aus deren Konkursmasse 1996 die Fabrikationsstätte in Hirm übernommen wurde. Koh-i-Noor Hardtmuth geht auf den Erfinder Joseph Hardtmuth zurück, der 1792 ein neuartiges Verfahren zur Erzeugung künstlicher Bleistiftminen entwickelte. Zuvor waren die Minen aus teuren Graphitbrocken geschnitten worden. Hardtmuth formte erstmals ein Gemisch aus Ton und pulverförmigen Graphitabfällen. Durch Brennen bei über 900 °C wurde der Ton keramisch umgewandelt und der Stift erhielt so eine besondere Bruchfestigkeit. Erst durch die damit einhergehende starke Verbilligung des Bleistiftes wurde dieser als Schreibmittel für die Massen populär, und bis heute wird dieses Verfahren von weltweit allen Bleistiftherstellern genutzt.
Im Herbst 2007 wird Brevillier Urban von der Heinrich Sachs KG (Cretacolor) übernommen und in die Firmenstruktur eingegliedert.
Mit Jänner 2009 wird die gesamte Gruppe in Brevillier Urban & Sachs GmbH & Co KG umfirmiert, unter welcher heute die Marken JOLLY, SAX, Brevillier’s Cretacolor und BIBA vertrieben werden.